# Монтев'яле
Монтев'яле (італ. Monteviale, вен. Monteviale) — муніципалітет в Італії, у регіоні Венето, провінція Віченца.
Монтев'яле розташований на відстані близько 420 км на північ від Рима, 70 км на захід від Венеції, 7 км на захід від Віченци.
Населення — 2753 особи (2014).

## Демографія
Населення за роками:

Станом на 1 січня 2023 року в муніципалітеті офіційно проживало 79 іноземців з 28 країн, серед них 26 громадян країн Євросоюзу та 6 громадян України.

## Сусідні муніципалітети
- Костабіссара
- Креаццо
- Гамбульяно
- Совіццо
- Віченца